# Доблетина
Доблетина (словен. Dobletina) — поселення в общині Назарє, Савинський регіон, Словенія. Висота над рівнем моря: 350,2 м.